# Live on Ten Legs
Live on Ten Legs is een live-album van de Amerikaanse rockband Pearl Jam dat op 17 januari 2011 (buiten de Verenigde Staten) en 18 januari 2011 (binnen de Verenigde Staten) werd uitgebracht. Het album is een vervolg op het tien jaar oude Live on Two Legs (woordspeling op het Queen-nummer Death On Two Legs) en bevat achttien concertopnames uit de periode 2003-2010. Een aantal nummers hiervan (waaronder covers van Public Image Ltd en Joe Strummer van de Clash) zijn niet eerder uitgegeven.  

## Nummers
De volgende nummers zijn op het album te horen:
1. Arms Aloft
2. World Wide Suicide
3. Animal
4. Got Some
5. State of Love and Trust
6. I Am Mine
7. Unthought Known
8. Rearviewmirror
9. The Fixer
10. Nothing as It Seems
11. In Hiding
12. Just Breathe
13. Jeremy
14. Public Image
15. Spin the Black Circle
16. Porch
17. Alive
18. Yellow Ledbetter

## Hitnoteringen

### NederlandseAlbum Top 100
| Hitnotering: 22-01-2011 t/m 05-03-2011 | Hitnotering: 22-01-2011 t/m 05-03-2011 | Hitnotering: 22-01-2011 t/m 05-03-2011 | Hitnotering: 22-01-2011 t/m 05-03-2011 | Hitnotering: 22-01-2011 t/m 05-03-2011 | Hitnotering: 22-01-2011 t/m 05-03-2011 | Hitnotering: 22-01-2011 t/m 05-03-2011 | Hitnotering: 22-01-2011 t/m 05-03-2011 | Hitnotering: 22-01-2011 t/m 05-03-2011 |
| Week:                                  | 1                                      | 2                                      | 3                                      | 4                                      | 5                                      | 6                                      | 7                                      |                                        |
| -------------------------------------- | -------------------------------------- | -------------------------------------- | -------------------------------------- | -------------------------------------- | -------------------------------------- | -------------------------------------- | -------------------------------------- | -------------------------------------- |
| Positie:                               | 9                                      | 17                                     | 22                                     | 32                                     | 55                                     | 65                                     | 90                                     | uit                                    |

### VlaamseUltratop 100Albums
| Hitnotering: 22-01-2011 t/m 12-03-2011 | Hitnotering: 22-01-2011 t/m 12-03-2011 | Hitnotering: 22-01-2011 t/m 12-03-2011 | Hitnotering: 22-01-2011 t/m 12-03-2011 | Hitnotering: 22-01-2011 t/m 12-03-2011 | Hitnotering: 22-01-2011 t/m 12-03-2011 | Hitnotering: 22-01-2011 t/m 12-03-2011 | Hitnotering: 22-01-2011 t/m 12-03-2011 | Hitnotering: 22-01-2011 t/m 12-03-2011 | Hitnotering: 22-01-2011 t/m 12-03-2011 |
| Week:                                  | 1                                      | 2                                      | 3                                      | 4                                      | 5                                      | 6                                      | 7                                      | 8                                      |                                        |
| -------------------------------------- | -------------------------------------- | -------------------------------------- | -------------------------------------- | -------------------------------------- | -------------------------------------- | -------------------------------------- | -------------------------------------- | -------------------------------------- | -------------------------------------- |
| Positie:                               | 76                                     | 29                                     | 44                                     | 28                                     | 38                                     | 47                                     | 90                                     | 95                                     | uit                                    |